# Andrzej Ziemiański

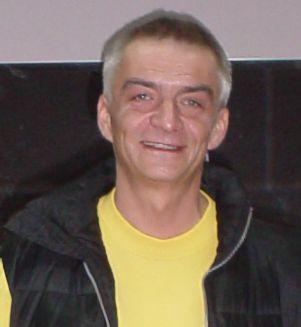
Andrzej Ziemiański

Andrzej Ziemiański (* 17. Februar 1960 in Breslau) ist ein polnischer Schriftsteller der Gattung Science-Fiction.
Ziemiański absolvierte 1983 die Architektur-Fakultät an der Technischen Hochschule Breslau. In den Jahren 1984 bis 1985 war er dort beschäftigt, von 1985 bis 2005 am Institut für das Bauwesen der Breslauer Landwirtschaftsakademie (Akademia Rolnicza we Wrocławiu).
Ziemiański debütierte 1979 in der Zeitschrift Sigma der TH Breslau mit der Novelle Zakład zamknięty. 1981 gewann er einen Preis für das Drehbuch eines Hörspiels für den regionalen Rundfunksender Polskie Radio Wrocław, wegen der Ausrufung des Kriegsrechts in Polen wurde das Hörspiel nie verwirklicht. 1985 veröffentlichte er die Novellensammlung Daimonion.
Im Jahr 2001 bekam Ziemiański den Janusz-A.-Zajdel-Preis für die Novelle Autobahn nach Poznań. Er bekam mehrmals den Preis SFinks, u. a. für die Novelle Waniliowe plantacje Wrocławia. Im Jahr 2003 wurde er in zwei Kategorien mit dem SF-Literaturpreis Nautilus ausgezeichnet.

## Werke (Auswahl)
- 1985 – Daimonion (Novellensammlung, ISBN 83-207-0762-5)
- 1987 – Wojny urojone (Roman, ISBN 83-207-0969-5)
- 1989 – Zabójcy szatana (Roman, ISBN 83-03-02648-8, Mitverfasser: Andrzej Drzewiński)
- 1990 – Bramy strachu (Roman, ISBN 83-7023-044-X)
- 1990 – Nostalgia za Sluag Side (Roman, ISBN 83-03-02928-2 Mitverfasser: Andrzej Drzewiński)
- 1991 – Dziennik czasu plagi (Roman, ISBN 83-8533600-1)
- 1991 – Przesiadka w przedpieklu (Roman, ISBN 83-8510040-7)
- 1997 – Miecz Orientu (Roman, Twórczość 3–4/1997)
- 2002 – Achaja (Roman, bd. I, ISBN 83-8901105-0)
- 2003 – Achaja (Roman, bd. II, ISBN 83-8901133-6)
- 2004 – Achaja (Roman, bd. III, ISBN 83-8901125-5)
- 2004 – Zapach szkła (Novellensammlung, ISBN 83-8901148-4)
- 2008 – Toy Wars (Novellensammlung, ISBN 978-83-60505-97-7)
- 2008 – Breslau forever (Roman, ISBN 978-83-7574-073-8)